# Потькало Микола Павлович
Микола Павлович Потькало (нар. 11 жовтня 1940, с. Богданівка, Новосанжарський район, Полтавська область — 24 травня 2012) — журналіст, прозаїк, публіцист, редактор, член Національної спілки журналістів України з 1974 року, член Соціалістичної партії України.

## Біографія
Народився 11 жовтня 1940, у селі Богданівка. Закінчив Кустолівську загальноосвітню  школу І-ІІІ ступенів.
У 1960-х роках почав писати до багатотиражних газет Новосанжарського району. У 1967 році працював у Машівській районній газеті, спочатку-кореспондентом, а потім — завідувачем сільськогосподарського відділу, заступником редактора, редактором.
Навчався у Вищій партійній школі України. Згодом, після закінчення Полтавського сільськогосподарського інституту займає посаду редактора Лохвицької районної газети «Зоря». Пізніше — власний кореспондент газети «Зоря Полтавщини». У середині 1990-х рр. завідувач корпункту газети «Полтавщина».
У 2004 році — керівник Богданівської первинної партійної організації Соціалістичної партії України.
Помер 24 травня 2012 року.

### Кар'єра
- Випусковий багатотиражної газети «Червоний прапор» (смт.Нові Санжари, Полтавська обл.)

- Завідувач відділом сільського господарства редакції «Колгоспні вісті» (смт.Машівка, Полтавська обл.)

- Редактор районної газети «Колгоспні вісті» (смт. Машівка, Полтавська обл.)

- Редактор районної газети «Зоря»(м.Лохвиця, Полтавська обл.)

- Завідувач корпунктом газети «Полтавщина» (м.Полтава)

- Власний кореспондент по Новосанжарському, Кобеляцькому, Козельщинському, Глобинському районах газети «Зоря Полтавщини» (м. Полтава)

## Відзнаки
- Лауреат республіканської журналістської премії «Золоте перо» 1982 року[6];

- Лауреат Полтавської обласної журналістської премії імені Г. Ф. Яценка за матеріали, опубліковані 1981 року[6];

- Член Національної спілки журналістів України з 1974 року.

## Творчий доробок
- Потькало М. Колиска його долі / М.Потькало // Комсомолець Полтавщини, 1980, 11 листопада. — С. 3.[7]
- Потькало М. Зниклий депутат: Фейлетон / Микола Потькало // Зоря Полтавщини. — 2004. — 24 берез.
- Потькало, М. Син полку / М. Потькало // Зоря Полтавщини.– 2011. — 4 серп. — С. 2.